# Frotis de Papanicolau
El frotis de Papanicolau o prova de Papanicolau, anomenada així en honor de Geórgios Papanicolau, metge grec pioner en citologia i detecció precoç de càncer, és una prova que es fa per diagnosticar el càncer cervical. També s'anomena citologia exfoliativa o citologia vaginal, i en la literatura anglosaxona, pap test o pap smear.
Aquesta prova consisteix a realitzar un frotis al tracte genital femení per agafar-hi mostres. Un cop analitzades, es detecten si hi ha canvis en les cèl·lules del coll uterí que són precursores del càncer. Realitzar la prova amb la freqüència aconsellada pot detectar les malalties abans que comencin a causar símptomes, permetent així un tractament eficaç.
El càncer cèrvico-uterí pot ser previst en el 90% dels casos si es realitzen amb regularitat frotis de Papanicolau. Aquesta prova l'han de realitzar totes les dones que hagin iniciat la seva vida sexual, anualment durant dos o tres anys consecutius. Si els resultats són negatius, es repetirà de cada tres a cinc anys en cas de no existir factors de risc i fins als 65 anys.

## Factors de risc
Existeixen diferents factors de risc pel càncer de coll d'úter pels quals el seguiment mitjançant frotis de Papanicolau s'ha d'efectuar de forma anual:
- Factors hereditaris (herència genètica).[8]
- Edat.[9]
- Edat precoç d'inici de relacions sexuals.[10]
- Contacte sexual de risc.[11]
- Infecció pel virus del papil·loma humà (VPH).[12]
- Historial mèdic amb altres malalties de transmissió sexual (MTS).[13]
- Tabaquisme.[14]
- Ús d'immunosupressors.[15]
- Multiparisme (haver parit més d'una vegada).[16]

## Anàlisi
Les mostres utilitzades per aquesta prova es prenen de tres llocs:
- Endocèrvix, que és l'orifici que comunica amb l'úter.
- Cèrvix o Coll uterí, que és la part més externa de l'úter, i que comunica directament amb la vagina.
- Vagina.

Si l'estudi es realitza durant l'embaràs, la mostra no es prendrà de l'endocèrvix, sinó únicament del coll uterí extern i la vagina.
Encara que es tracta d'una prova amb baixa sensibilitat (50-60%) i una alta taxa de falsos negatius (30%), en molts casos es tracta d'errors en la presa de mostra o del laboratori. Pot millorar la tècnica utilitzant la citologia en medi líquid que consisteix a diluir la mostra en una solució fixada per al seu processament (això permet a més l'estudi d'infecció per VPH). Els resultats anormals es reporten segons el sistema Bethesda.
Si el resultat és positiu, segons les circumstàncies particulars i el resultat concret de cada cas, hi ha diverses opcions: pot realitzar-se de nou la presa després de transcorreguts sis mesos o, fins i tot, fer un examen anomenat colposcòpia, que permet observar la lesió sospitosa in situ i prendre biòpsia. Un professional de la salut és qui ha d'orientar al pacient, tenint en compte totes les dades de la història clínica.
La prova de Papanicolau és un examen barat, fàcil i simple que qualsevol metge o infermera pot realitzar i que contribueix eficaçment al diagnòstic precoç del càncer del coll uterí. La mostra obtinguda ha de ser analitzada per metges especialitzats en anatomia patològica amb entrenament específic. El seu ús ha reduït les morts per càncer de cèrvix en més del 50%.
La irrupció del vaccí contra el papil·lomavirus humà podria canviar en els propers anys les estratègies en el diagnòstic precoç del càncer de cèrvix i, per tant, modificar la rellevància d'aquesta tècnica en favor de la detecció de VPH.

## Obtenció de la mostra
La mostra no s'ha de prendre durant el cicle menstrual. La pacient ha d'evitar estar aplicant òvuls per via vaginal. En el període de postpart s'haurà d'esperar de sis a vuit setmanes, per donar temps als canvis reparatius al coll de l'úter. A la postmenopausa, si a la primera mostra, no es van observar cèl·lules endocervicals, s'ha d'aplicar una crema intravaginal a base d'estrògens com a tractament durant tres setmanes, posteriorment es prendrà una mostra novament.